# Skärtjärnen (Brunskogs socken, Värmland)
Skärtjärnen är en sjö i Arvika kommun i Värmland och ingår i Göta älvs huvudavrinningsområde.